# Nestfarn
Der Nestfarn (Asplenium nidus) ist eine Pflanzenart aus der Familie der Streifenfarngewächse (Aspleniaceae).

## Beschreibung

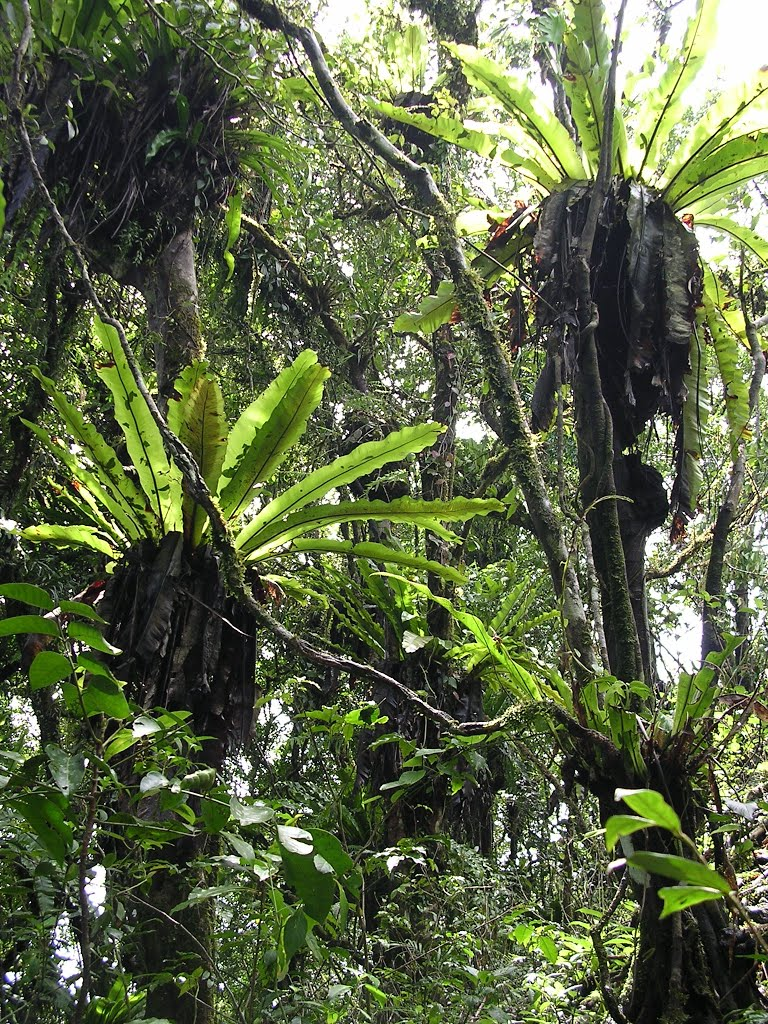
Nestfarne auf Atauro (Osttimor)

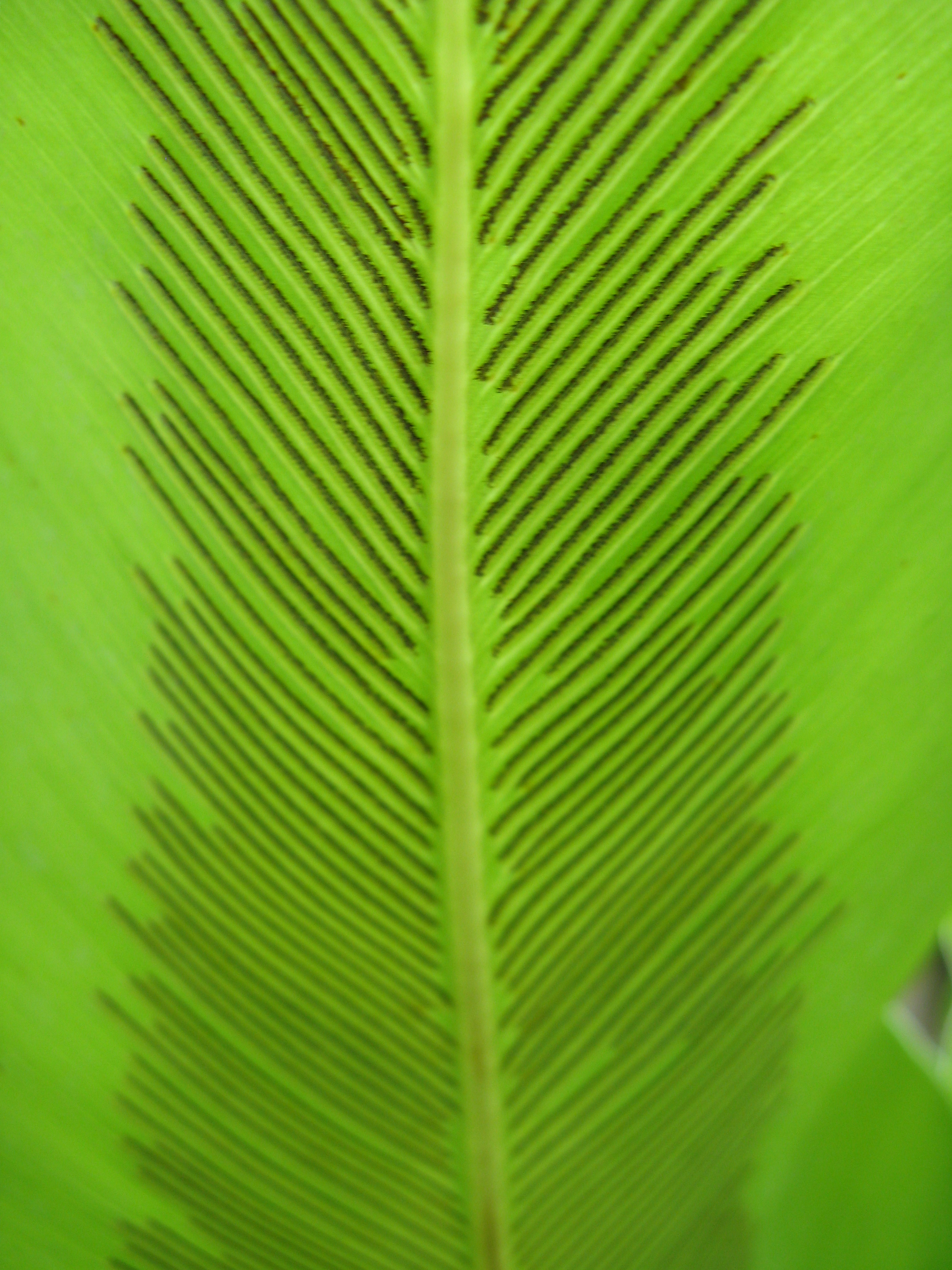
Wedelunterseite mit Sporangien

Der epiphytisch wachsende Nestfarn bildet eine dichte Rosette aus Laubblättern (Farnwedeln) aus einem kurzen und kräftigen aufrecht wachsenden oder aufsteigenden, verholzendem Rhizom. Aus dem Rhizom entspringt außerdem ein dichtes Gewirr aus Luftwurzeln. Es ist bedeckt von dunkel- bis purpurbraunen Schuppen, diese sind dreieckig bis linealisch-pfriemlich und häutig, sie erreichen etwa zwei Zentimeter Länge und verwittern netzartig. Die Blätter sind kurz gestielt (bei Pflanzen von Hawaii auch ungestielt), der im Querschnitt halbkreisförmige, verholzende Stiel ist zwei bis fünf Zentimeter lang, hell braun oder strohfarben, und an der Basis beschuppt. Die papierdünne bis schwach lederige Blattspreite ist einfach und ungeteilt mit glattem Rand, sie ist breit lanzettlich, in der Mitte am breitesten und verschmälert sich allmählich sowohl zum Stiel als auch zur Blattspitze (Apex) hin. Sie erreicht 90 bis 120 Zentimeter Länge, in Einzelfällen auch darüber, bei einer Breite von 12 bis 15, teilweise bis 30 Zentimeter. Insbesondere sporentragende Blätter sind aber häufig schmaler und erreichen dann nur etwa sechs Zentimeter Breite. Der Apex ist zugespitzt bis spitz. Die Blätter sind auf der Oberseite gras- bis frischgrün, die Unterseite ist merklich heller gefärbt. Die Blattaderung ist nur einfach, selten doppelt, verzweigt, mit der ersten Verzweigung etwa in der Mitte des Wedels. Die Adern verlaufen parallel zueinander, sie vereinigen sich entlang des Blattrands wieder zu einer Randader. Die Mittelrippe des Blatts ist auf der Oberseite hervortretend, auf der Unterseite aber flach. Die Sori sind linear entlang der Blattadern (auf der Seite zum Apex hin), von der Mittelrippe an bis etwa zur Mitte der Blattspreite, sie erreichen etwa drei bis fünf Zentimeter Länge. Die basale Hälfte der Wedel ist dabei normalerweise steril, Sori sitzen im fertilen Teil fast an jeder Ader. Der Schleier (Indusium) der Sori ist sehr schmal linealisch und braun gefärbt, er ist ganzrandig und bleibend.
Die Art ist von verwandten und ähnlichen Arten (der Sektion Thamnopteris) so unterscheidbar: Bei Asplenium australasicum und Asplenium pacificum ist die Blattrosette enger und steiler, steil trichterförmig, während die Wedel von Asplenium nidus zunächst horizontal abgehen und sich dann graduell nach oben neigen, wodurch sich eine nestförmige Rosette ergibt (Name: lat. nidus, Nest). Bei Asplenium musifolium ist der Apex der Blattspreite breit abgerundet, nicht zugespitzt. Einige Taxonomen betrachten aber alle diese Artnamen als Synonyme einer weit gefassten Art Asplenium nidus. Zur Taxonomie der Gruppe vergleiche dazu unten.
Die Art ist normalerweise tetraploid. Die Chromosomenzahl beträgt 2n = 144.

## Biologie und Ökologie
Der Nestfarn wächst auf den Ästen von Bäumen, als Epiphyt, oder seltener aufsitzend auf Felsen (epilithisch, Lithophyt). Die dicht verfilzen Wurzelmassen der Art bieten auch weiteren epiphytischen Pflanzenarten Wuchsgelegenheiten. In Teilen des Verbreitungsgebiets, so in Malaysia, gilt er als häufigste epiphytische Farnart, möglicherweise häufigster Epiphyt überhaupt. Er wächst in allen Höhen, von Bodenniveau bis in die Kronen der höchsten Bäume, wobei Nestfarne sowohl im Sekundärwald wie auch in Ölpalmen-Plantagen vorkommen können. Im Primärwald wurden Dichten von 180 Pflanzen pro Hektar Wald erreicht, die dann eine Biomasse von über einer Tonne Trockengewicht erreichen. Die trichterförmigen Wedel fangen Regenwasser und Pflanzenstreu auf, die die Pflanze mit Nährstoffen versorgen, ein einzelner Blatttrichter kann so ein Gewicht von 200 Kilogramm erreichen. Jeder dieser Trichter bildet ein Miniatur-Ökosystem, einen Mikrokosmos, in dem zahlreiche, spezialisierte Arten leben. Drei Viertel der Individuen in einem Trichter sind Ameisen, wobei in jedem mehrere Arten koexistieren können, aber niemals mehrere Nester derselben Art.
Eine Untersuchung auf Luzon, Philippinen, erwies die hohe Bedeutung des Nestfarns als Lebensraum baumlebender Froscharten. In 150 untersuchten Farn-Individuen fanden sich fünf Froscharten, Philautus surdus, Platymantis luzonensis, P. banahao, P. montanus, und Polypedates leucomystax. Die Farntrichter bieten den Fröschen kühle und feuchte Mikrohabitate in einem ansonsten oft trockenen, und damit für Frösche ungünstigen, Lebensraum.

## Verbreitung
Seine natürliche Verbreitung besitzt der Nestfarn in den Regenwäldern Ostafrikas (einschließlich der Insel Madagaskar), des tropischen Asiens, östlich bis Japan, Australiens und Polynesiens (hawaiisch: ʻēkaha). Er wächst von Meereshöhe bis in niedrige Gebirgslagen von etwa 1700 Meter, in China bis 1900 Meter Höhe, meist über 250 Meter. Der Nestfarn kommt aber auch auf Mangroven an der Meeresküste vor.

## Verwendung
Der Nestfarn ist eine beliebte Zimmerpflanze. Die Art benötigt warmes und feuchtes, aber nicht zu nasses Substrat. Sie gedeiht an hellen Orten, sollte aber nicht direktem Sonnenlicht ausgesetzt werden. Die Art verträgt Temperaturen bis zum Gefrierpunkt und sogar sehr leichte Fröste.
In Taiwan wird der Nestfarn auch als Gemüse angebaut (山蘇, shān sũ). Er gilt dort als eine traditionelle Speise der indigenen Völker des Berglandes.

## Taxonomie
Der Nestfarn gehört in der Gattung Asplenium in die Sektion Thamnopteris Presl (Synonym Neottopteris J.Sm.). Diese umfasst eine Reihe tropischer, meist epiphytischer Arten mit aufrechtem, langsam wachsendem Rhizom, das eine Reihe sitzender oder fast sitzender Wedel in einer engen Spirale trägt, so dass sich in der Regel eine nest- oder trichterförmige Wuchsform ergibt. Die Wedel besitzen eine Randader und langgestreckte Sori mit schmalem Indusium. Aufgrund der relativ einfachen, merkmalsarmen Gestalt und der oft weiten Verbreitung sind die meisten Arten der Sektion taxonomisch problematisch, es wird bereits seit längerem vermutet, dass nicht unbedingt näher verwandte Formen konvergent zueinander eine ähnliche Wuchsform entwickelt haben können. Dies wurde durch phylogenomische Studien bestätigt, bei denen die Verwandtschaft anhand des Vergleichs homologer DNA-Sequenzen ermittelt wird. Demnach ist das Formtaxon Asplenium nidus keine monophyletische Einheit, mit diesem Namen bezeichnete Formen aus unterschiedlichen Teilen des Verbreitungsgebiets sind untereinander nicht näher miteinander verwandt. Die dadurch notwendige Aufspaltung der „Art“ wurde aber bisher taxonomisch noch nicht vollzogen.